# Proclitus ardentis
Proclitus ardentis är en stekelart som beskrevs av Rossem 1987. Proclitus ardentis ingår i släktet Proclitus och familjen brokparasitsteklar. Inga underarter finns listade i Catalogue of Life.